# Sarcophyton digitatum
Sarcophyton digitatum är en korallart som beskrevs av Moser 1919. Sarcophyton digitatum ingår i släktet Sarcophyton och familjen läderkoraller. Inga underarter finns listade i Catalogue of Life.